# Wigtownshire

Lage von Wigtownshire in Schottland

Wigtownshire (schott.-gälisch Siorrachd Bhaile na h-Ùige) ist eine traditionelle Grafschaft im äußersten Südwesten Schottlands. Historische Hauptstadt und namensgebender Ort ist die Stadt Wigtown, weitere bedeutende Orte sind Newton Stewart, Stranraer und Whithorn. 
Als Verwaltungsgrafschaft bestand Wigtownshire zwischen 1890 und 1975 und bildete dann den District Wigtown der Region Dumfries and Galloway. Die Region Dumfries and Galloway wurde 1996 in eine Unitary Authority umgewandelt. Wigtownshire ist heute noch eine der Lieutenancy Areas von Schottland.